# 자전거 길

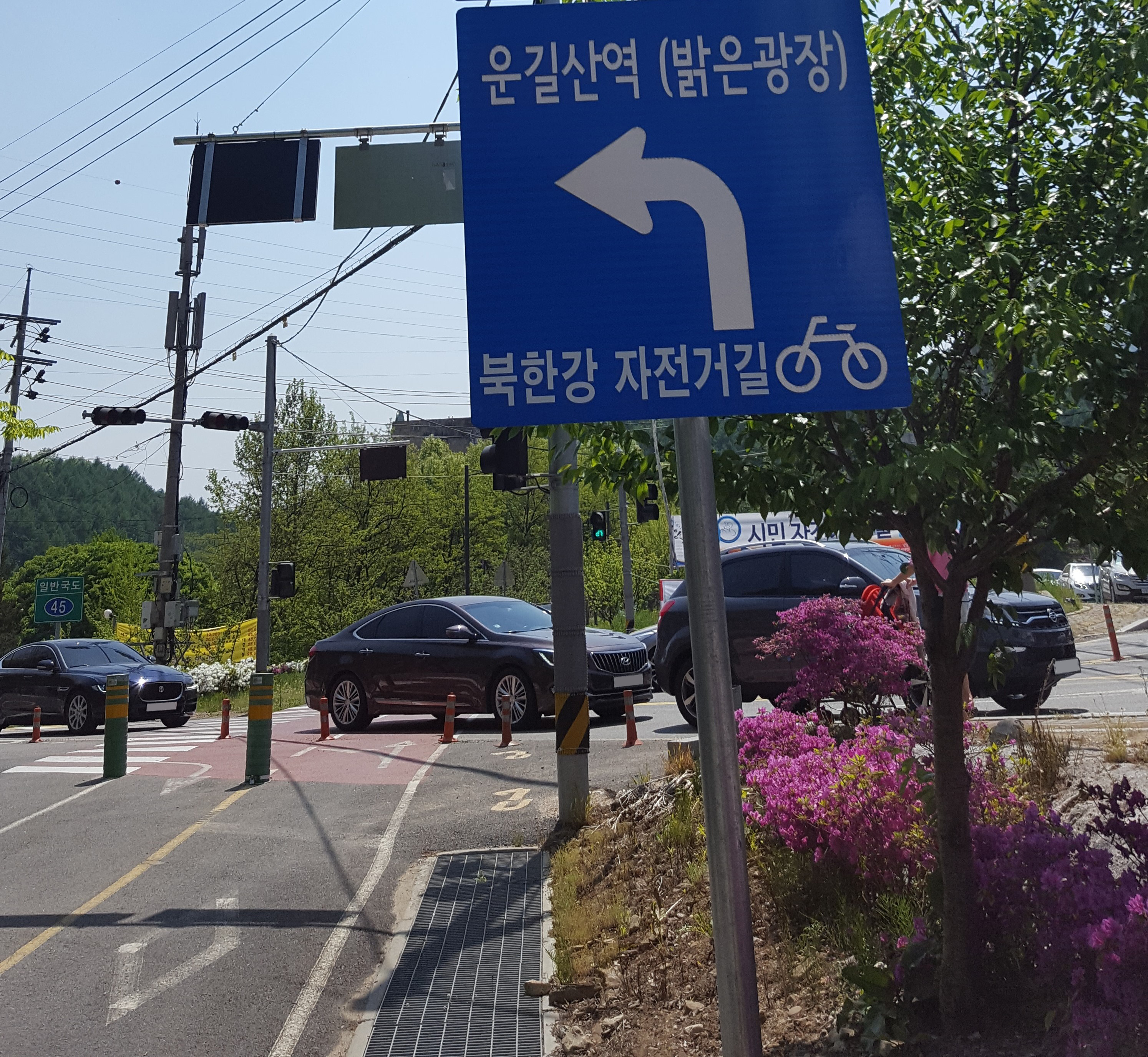
북한강 자전거 길의 모습

자전거 길은 자전거가 다니는 길로 보통 엔진이 있는 탈것(자동차, 모터사이클 등)으로부터 자전거 이용자를 보호하기 위하여 만들어진 길을 의미한다. 자전거전용도로라고도 한다.

## 역사
최초의 자전거 전용 도로는 1897년 미국 로스앤젤레스와 패서디나를 연결한 길로 왕복 15센트를 통행료로 받았으며 전구간 야간 조명이 제공되었다. 그러나 이 도로는 이용자가 적음으로써 성공하지 못하고 자동차 전용도로로 바뀌었다.
1980년대의 녹색운동의 영향으로 현재 보고타, 몬트리올, 더블린, 포틀랜드 등지에 자전거 전용 도로가 만들어져 이용중이다.

## 개요
자전거전용도로란 자전거의 통행만을 위해 만들어진 전용도로로 보통 빨간색아스팔트포장과 함께 자전거표시로 구분을 지어놓는다. 교통안전표지판의 지시표지로 자건거전용도로임을 표시하며 도로교통법으로써 자동차,2륜자동차(오토바이),보행자의 출입은 금지된다. 보통은 자전거만을 위하는 도로이나 때로는 더 진보되어 발전된 개념으로써 자전거와 보행자를 배려하며 같이 동시에 다닐수있는 보행자자전거겸용도로도 만들기도한다. 보행자가 다니는 인도에 설치되기도하며 도심의 강가에 자전거전용도로를 만드는일도 있고 자동차가 다니는 도로들중 왕복4차선이상의 도로의 중앙분리대의 공간을 이용하여 자전거전용도로를 만들기도 한다.

## 최근 시도
이명박 정부는 '투르 드 코리아 코스'라는 전국 일주 자전거 도로 구상을 발표하였다.
또한 서울특별시는 강남구의 테헤란로의 중앙 분리대 위로 자전거 급행도로의 건설을 구상하였다. 이 급행도로는 중앙 분리대 위로 4미터 정도 위에 터널식 전용 도로를 건설하고 자전거의 뒷 쪽에서 바람이 불어와 운행 속도를 가속 시켜주는 기능을 가질 수 있도록 고안되고 있다. 이 같은 구상은 오래전부터 있었지만 실제로 이러한 형태의 자전거 급행도로가 설치된 나라는 아직 없다. 청와대의 미래기획위원회는 외벽에 태양전지 등 신재생 에너지를 활용해 난방과 조명을 하는 방안도 검토중이라고 밝혔다.

## 일본의 자전거 길
일본의 경우 대표적인 자전거 길은 나가사키현도 제300호 나가사키 노모자키 자전거도 선과 후쿠오카현도 제806호선, 오사카부도 제804호선 등이 손을 꼽히고 있다.

## 같이 보기
- 4대강 자전거길